# جيم بانش
جيم بانش (بالإنجليزية: Jim Bunch)‏ هو لاعب كرة قدم أمريكية وصاحب مطعم أمريكي، ولد في 10 مارس 1956 في Mechanicsville, Virginia ‏ في الولايات المتحدة.